# Cantó de Plouguenast
El cantó de Plouguenast (bretó Kanton Plougonwaz) és una divisió administrativa francesa situat al departament de Costes del Nord a la regió de Bretanya.

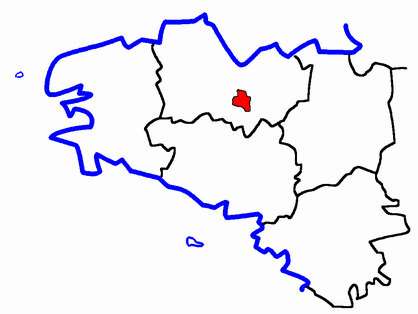
Situació del cantó

## Composició
El cantó aplega 5 comunes :
| Nom bretó  | Nom francès | Nom gal·ló |
| Gwalc'hion | Gausson     | Gauczon    |
| Lanwal     | Langast     | Langau     |
| Plevig     | Plémy       | Plémic     |
| Plesala    | Plessala    | ---        |
| Plougonwaz | Plouguenast | Ploegenas  |

## Història
| Data d'elecció                           | Identitat       | Partit        | Qualitat |
| ---------------------------------------- | --------------- | ------------- | -------- |
| 2001-2008                                | Guy Le Helloco  | PS            |          |
| 2008-                                    | Ange Le Helloco | Divers gauche |          |
| les dades anteriors no són pas conegudes |                 |               |          |
|                                          |                 |               |          |